# Sean Rowe
The Most Revd Sean Walter Rowe (nascido em 16 de fevereiro de 1975) é um bispo americano que serve como o atual 28º Bispo Presidente e primaz da Igreja Episcopal dos Estados Unidos. Seu mandato de nove anos iniciou em 2 de novembro de 2024, se tornando o bispo mais jovem já eleito para o cargo. Anteriormente, desde 2007, foi o oitavo bispo episcopal da Diocese do Noroeste da Pensilvânia.

## Biografia
Nascido em Sharon, Pensilvânia, Rowe cresceu na vizinha Hermitage. Seus avôs eram metalúrgicos, enquanto seu pai trabalhava para o conselho estadual de liberdade condicional e sua mãe em uma fábrica de automóveis local. Ele era ativo nos escoteiros e foi eleito presidente de classe em seu último ano na Hickory High School em Hermitage. Embora a formação de sua mãe fosse católica romana e a de seu pai fosse da Igreja Unida de Cristo, Rowe frequentou a Hickory Global Methodist Church, onde sentiu seu primeiro chamado para a liderança da igreja. Ele estudou para um BA em história no Grove City College, onde a presidente do departamento de história, uma sacerdotisa episcopal, o apresentou à Igreja Episcopal.
Logo ingressou no Seminário Teológico da Virgínia em Alexandria, onde foi um dos seminaristas mais jovens da escola. Enquanto estava lá, atuou como presidente do corpo estudantil e sacristão do seminário; obteve o título de mestre em teologia em 2000. Também obteve um Ph.D. em aprendizagem organizacional e liderança da Universidade Gannon em 2014.
Foi ordenado diácono e padre em 2000, pelo Bispo do Noroeste da Pensilvânia, Robert D. Rowley; ele era o padre episcopal mais jovem dos EUA. Rowe serviu como reitor da Igreja Episcopal de Saint John em Franklin, Pensilvânia, de 2000 a 2007. Durante seus sete anos como reitor, a congregação mais que dobrou de tamanho. Também foi presidente da Autoridade Habitacional de Franklin e foi eleito para o conselho do Distrito Escolar da Área de Franklin. Ainda ocupou vários cargos na diocese, incluindo o de presidente da comissão da juventude e deputado nas convenções gerais da igreja de 2003 e 2006.
Em 2003, ele esteve entre os deputados que votaram na Convenção Geral para consentir a consagração do Reverendo Gene Robinson pela Diocese de New Hampshire, que se tornou o primeiro bispo assumidamente gay da igreja, atraindo assim muitas críticas conservadoras em sua congregação e na cidade.
Rowe é casado com Carly Rowe, uma educadora cristã, com quem tem uma filha, Lauren.

## Bispo do Noroeste da Pensilvânia
Rowe foi eleito bispo do noroeste da Pensilvânia em 2007, aos 32 anos, tornando-se o membro mais jovem da Câmara dos Bispos por quase doze anos. Na eleição, realizada na Catedral de São Paulo em Erie, Pensilvânia, em 19 de maio de 2007, ele foi eleito na primeira votação de uma lista de quatro candidatos, com 64 votos leigos e 29 votos do clero.
Sua consagração ocorreu em 8 de setembro de 2007, na Capela Harbison do Grove City College, e os consagradores incluíram a Bispa Presidente Katharine Jefferts Schori, Robert D. Rowley, seu antecessor, Mark Dyer, emérito da Diocese de Belém, Ralph E. Jones, do Sínodo do Noroeste da Pensilvânia da Igreja Evangélica Luterana na América, Arthur Williams, sufragâneo emérito da Diocese de Ohio, e Wayne P. Wright, da Diocese de Delaware.
Em 2008, Rowe foi nomeado para o corpo docente de teologia da Universidade Gannon. No ano seguinte, ele recebeu um doutorado honorário em divindade do Seminário Teológico da Virgínia. 
Em 2010, o Bispo Rowe revelou publicamente que a diocese havia recebido "quatro alegações críveis de abuso sexual" de um de seus antecessores, o falecido Bispo Donald Davis. Rowe convidou quaisquer outras vítimas a se apresentarem e continuou a atualizar a diocese à medida que o número de alegações aumentava.
Ele atuou como parlamentar da Câmara dos Bispos e do Conselho Executivo da Igreja Episcopal; presidente do Fundo de Construção da Igreja Episcopal; e como membro da Comissão Permanente de Estrutura, Governança, Constituição e Cânones. Ele também fez parte da Mesa Redonda sobre Equidade Racial da Grande Buffalo. De 2018 a 2023, foi o primeiro bispo a servir como membro do Comitê da Câmara dos Deputados sobre o Estado da Igreja. Em 2022, foi agraciado com a Medalha da Câmara dos Deputados da Igreja Episcopal por seus serviços.

### Bispo provisório de Belém
Em 2014, Rowe foi eleito para servir como Bispo Provisório de Belém, no leste da Pensilvânia, sucedendo Paul V. Marshall, recebendo todos os 64 votos do clero e 99 dos 100 votos leigos na eleição. Ele continuou a servir como Bispo do Noroeste da Pensilvânia ao mesmo tempo, até que o Reverendíssimo Kevin D. Nichols se tornou Bispo de Belém em 2018.

### Bispo provisório do oeste de Nova York
Em 2017, Rowe enviou uma carta, juntamente com o Reverendíssimo R. William Franklin da Diocese Episcopal do Oeste de Nova York e os presidentes dos comitês permanentes das dioceses do Noroeste da Pensilvânia e do Oeste de Nova York, propondo a criação de "uma parceria única na qual as duas dioceses compartilhariam um único bispo, uma única equipe". Após consultas em toda a região, ambos os comitês permanentes aprovaram um acordo para "compartilhar um bispo e uma equipe por cinco anos, enquanto exploram um relacionamento de longo prazo". Uma convenção conjunta de dioceses foi realizada em 26 de outubro de 2018, em Niagara Falls, e o plano foi aprovado por ampla margem.
Rowe tornou-se Bispo Provisório do Oeste de Nova York em 7 de abril de 2019, após a aposentadoria do Reverendíssimo William Franklin, e em 2022 os dois comitês permanentes votaram para estender a parceria por dois anos. Em 3 de maio de 2025, as dioceses do oeste de Nova York e do noroeste da Pensilvânia votaram para encerrar sua parceria.

## Bispo Presidente
Em 2 de abril de 2024, Rowe foi anunciado como um dos quatro candidatos para suceder Michael Curry como bispo presidente da Igreja Episcopal, na eleição a ser realizada na 81ª Convenção Geral em Louisville, Kentucky.
Reunida na Catedral da Igreja de Cristo, em Louisville, em 26 de junho de 2024, a Câmara dos Bispos elegeu Rowe com 89 dos 158 votos emitidos na primeira votação. Sua eleição foi ratificada no mesmo dia pelos leigos e clérigos da Câmara dos Deputados.

Em uma entrevista coletiva após a eleição e confirmação, Curry disse:
“Se você olhar para a história do bispo presidente, verá que todos foram eleitos para uma época, um tempo e uma vocação específicos... Meu irmão, sentado à minha direita [Rowe], foi chamado, como diz o livro, como Ester, 'para um tempo como este'.”
Rompendo com a tradição, Rowe anunciou que sua instalação seria realizada na sede da Igreja Episcopal em Nova York, em vez da Catedral Nacional em Washington, DC. O serviço reduzido, para reduzir a pegada de carbono do evento, ocorreu em 2 de novembro de 2024, na Capela de Cristo Senhor no Centro da Igreja Episcopal, e contou com a presença dos predecessores vivos de Rowe, Michael Curry e Katharine Jefferts Schori. Continha orações, leituras e hinos em inglês, espanhol, francês, mandarim, árabe, hebraico e outras línguas, e em seu sermão, baseado na história de Lázaro de Betânia, Rowe enfatizou a importância de apoiar os ministérios nos níveis congregacional e diocesano.
Em 6 de novembro de 2024, um dia após a eleição presidencial dos Estados Unidos, Rowe enviou uma carta aos membros da Igreja Episcopal, afirmando: "Somos cristãos que apoiamos a dignidade, a segurança e a igualdade das mulheres e das pessoas LGBTQ+ como uma expressão de nossa fé", acrescentando: "Rezo para que o presidente Trump e sua administração façam o mesmo."
Em 9 de janeiro de 2025, Rowe oficiou o funeral de estado do presidente Jimmy Carter, realizado na Catedral Nacional de Washington. O bispo presidente emitiu uma carta em junho, convocando os episcopais a “resistir à injustiça” em meio a ataques anti-imigração.

Em 3 de julho de 2025, Rowe escreveu um artigo de opinião no Religion News Service intitulado "Outrora a igreja dos presidentes, a Igreja Episcopal deve agora ser um motor de resistência". Nele, ele criticou a "mistura" de longa data da Igreja Episcopal com o governo federal americano e defendeu a resistência contínua contra os "exageros e a imprudência" do segundo governo Trump.